# Леон Бест
Лео́н Бест (англ. Leon Best, нар. 19 вересня 1986, Ноттінгем) — ірландський футболіст, нападник клубу «Блекберн Роверз».

## Клубна кар'єра
Вихованець футбольної школи клубу «Ноттс Каунті».
У дорослому футболі дебютував 2004 року виступами за клуб «Саутгемптон», контракт з яким діяв три роки. За цей час відіграв за команду цього клубу лише 17 матчів, натомість значну частину контрактного періоду провів в інших англійських командах на умовах оренди. Зокрема, протягом 2004—2007 років встиг пограти за команди клубів «Квінс Парк Рейнджерс», «Шеффілд Венсдей», «Борнмут» та «Йовіл Таун».
Привернув увагу представників тренерського штабу клубу «Ковентрі Сіті», до складу якого приєднався 2007 року. Відіграв за клуб з Ковентрі наступні три сезони своєї ігрової кар'єри. Більшість часу, проведеного у складі «Ковентрі Сіті», був основним гравцем атакувальної ланки команди, не відзначаючись, втім, високою результативністю.
До складу клубу «Ньюкасл Юнайтед» приєднався 2010 року. Відіграти за команду з Ньюкасла протягом двох сезонів 42 матчі в національному чемпіонаті.
2 липня 2012 року уклав чотирічний контракт з «Блекберн Роверз».

## Виступи за збірні
2008 року  залучався до складу молодіжної збірної Ірландії. На молодіжному рівні зіграв в одному офіційному матчі.
2009 року дебютував в офіційних матчах у складі національної збірної Ірландії. Наразі провів у формі головної команди країни 7 матчів.